# بیبی جونز
بیبی جونز (به انگلیسی: Bibi Jones)، یکی از بازیگران سابق فیلم‌های پورنو آمریکایی و همچنین مدل است. وی یکی از بازیگران قراردادی دیجیتال پلی‌گراوند نیز بود.